# یوخبرگ، تیرول
یوخبرگ تیرول (به آلمانی: Jochberg) یک منطقهٔ مسکونی در اتریش است که در کیتسبول واقع شده‌است. یوخبرگ تیرول ۸۷٫۸ کیلومتر مربع مساحت دارد ۹۲۳ متر بالاتر از سطح دریا واقع شده‌است.